# 須賀川テクニカルリサーチガーデン
須賀川テクニカルリサーチガーデン（すかがわテクニカルリサーチガーデン）は、福島県須賀川市にある日本の再開発地区。
所在地は須賀川市虹の台地内。全体面積128ha。

## 概要
福島空港を核とした周辺開発として、須賀川市が事業主体となり再開発を進めている。
「職・住・遊・学」の複合都市をコンセプトとしており、"職"には企業の試験研究施設、研修所、先端的開発生産施設などの立地、"住"には平均区画110坪の「ゆとりある居住空間」を目指した住宅地（ガーデンタウン虹の台）、"遊"にはうつくしま未来博の会場となったうつくしま未来博記念の森、"学"にはムシテックワールドを有す計画である。

## アクセス
- 福島空港から6.5km。
- あぶくま高原道路福島空港インターチェンジから9km。
- 東北自動車道須賀川インターチェンジから12km。
- JR須賀川駅から11.5km。